# Кудоярово (Середино-Будский район)

Кудоярово (укр. Кудоярове) — село,
Знобь-Трубчевский сельский совет,
Середино-Будский район,
Сумская область,
Украина.
Код КОАТУУ — 5924481703. Население по переписи 2001 года составляло 5 человек .

## Географическое положение
Село Кудоярово находится на правом берегу реки Знобовка,
выше по течению на расстоянии в 1 км расположен пгт Знобь-Новгородское,
ниже по течению на расстоянии в 0,5 км расположено село Карпеченково,
на противоположном берегу — село Знобь-Трубчевская.

## История
- Кудоярово было основано в 1923–1924 гг. переселенцами из окрестных населённых пунктов и изначально входило в состав Селецкой волости Трубчевского уезда Брянской губернии, а с 1925 года – Трубчевской волости Почепского уезда Брянской губернии. В состав Украины оно было передано только 1 сентября 1926 года, после принятия Президиумом ЦИК СССР постановления от 16 октября 1925 года «Об урегулировании границ УССР с РСФСР и БССР».
- Кудоярово было небольшим населённым пунктом и в 1926 году насчитывало 40 дворов, в которых проживало 200 жителей, в 1989 году – 10 жителей, а в 2001 году – 7 жителей. Оно относилось к неперспективным населённым пунктам и к 1 января 2008 года опустело.